# Cyrtophrys attenuatus
Cyrtophrys attenuatus är en tvåvingeart som först beskrevs av Friedrich Hermann Loew 1851.  Cyrtophrys attenuatus ingår i släktet Cyrtophrys och familjen rovflugor. Inga underarter finns listade i Catalogue of Life.